# Heike Singer
Heike Singer (Rodewisch, RDA, 14 de julio de 1964) es una deportista de la RDA que compitió en piragüismo en la modalidad de aguas tranquilas.
Participó en los Juegos Olímpicos de Seúl 1988, obteniendo una medalla de oro en la prueba de K4 500 m. Ganó tres medallas de oro en el Campeonato Mundial de Piragüismo en los años 1985 y 1989.

## Palmarés internacional
| Juegos Olímpicos   | Juegos Olímpicos     | Juegos Olímpicos | Juegos Olímpicos |
| Año                | Lugar                | Medalla          | Evento           |
| ------------------ | -------------------- | ---------------- | ---------------- |
| 1988               | Seúl (Corea del Sur) | Medalla de oro   | K4 500 m         |
| Campeonato Mundial |                      |                  |                  |
| Año                | Lugar                | Medalla          | Evento           |
| 1985               | Malinas (Bélgica)    | Medalla de oro   | K4 500 m         |
| 1989               | Plovdiv (Bulgaria)   | Medalla de oro   | K2 500 m         |
| 1989               | Plovdiv (Bulgaria)   | Medalla de oro   | K4 500 m         |